# Charing Cross
Charing Cross è un'importante intersezione stradale di Londra, trasformata in rotatoria, situata nelle immediate adiacenze di Trafalgar Square e della National Gallery, nel distretto chiamato Città di Westminster (City of Westminster).
A partire dal XX secolo, è convenzionalmente considerata il centro della città: per calcolare la distanza di ogni altro luogo da Londra, viene presa come riferimento Charing Cross.

## Storia
Il nome proviene dal villaggio di Charing, dove re Edoardo I fece costruire un memoriale a sua moglie, Eleonora di Castiglia. Era uno dei dodici posti dove la bara di Eleonora stette durante la notte nel corso del corteo funebre dalla contea del Lincolnshire fino alla sua tomba a Westminster. In ognuno di questi posti, Edoardo eresse una "Croce di Eleonora", di cui oggi ne rimangono solo tre. Quella situata davanti alla stazione ferroviaria di Charing Cross è una copia dell'originale disegnata dall'architetto Edward Middleton Barry.

## Geografia
La posizione originale della croce era in cima alla Whitehall, vicino al Admiralty Arch (immediatamente a sud di Trafalgar Square). Quel posto è occupato ora dalla statua equestre di Carlo I. Da quel punto preciso, dove si trovava la Charing Cross originale, vengono oggi convenzionalmente calcolate le distanze relative a Londra.
Lì è fissata una targhetta che recita:
Il nome Charing Cross deriva dalla parola in Inglese Antico charing, a indicare un'ansa di un fiume; quindi, la Charing Cross è la croce sull'ansa del Tamigi.
La "centralità" di questo punto nella Grande Londra venne sancita già nel 1839, quando il Servizio di Polizia Metropolitana (più noto come Scotland Yard) fu esteso fino a coprire ogni parrocchia sino a 15 miglia da Charing Cross (con l'eccezione della piccola City).

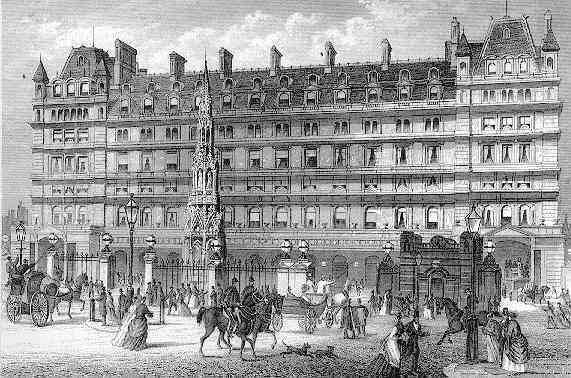
L'entrata principale alla stazione ferroviaria di Charing Cross in una stampa del XIX secolo. La croce di fronte all'albergo Charing Cross è un rifacimento di epoca vittoriana dell'originale Croce di Eleonora

## Luoghi vicini
- Trafalgar Square
- Soho
- Holborn
- Mayfair
- Bloomsbury

## Stazioni della metropolitana più vicine
- Stazione della metropolitana di Charing Cross
- Stazione della metropolitana di Embankment
- Stazione della metropolitana di Leicester Square
- Stazione di London Waterloo
- Stazione della metropolitana di Westminster

## Stazioni ferroviarie più vicine
- Stazione di Charing Cross
- Stazione di Waterloo

## Charing Cross nella letteratura e nel cinema
- Nella saga di Harry Potter Charing Cross Road viene citata quando si fa riferimento al Paiolo magico; infatti questo locale per maghi ha l'ingresso che si affaccia su tale via, schiacciato tra una libreria ed un negozio di dischi, ma i Babbani (le persone senza poteri magici) non possono vederlo per via degli incantesimi protettivi che gli sono stati imposti

- 84 Charing Cross Road è un film del 1987, diretto da David Hugh Jones, tratto dall'omonima raccolta epistolare della scrittrice statunitense Helene Hanff, con protagonisti Anne Bancroft e Anthony Hopkins. Helene Hanff, che vive a New York, è alla ricerca di alcuni libri. Entra in contatto con una libreria antiquaria specializzata di Londra, sita al numero 84 di Charing Cross Road. Helene inizia così una relazione epistolare di venti anni con Frank Doel, direttore della libreria. I due non si incontreranno mai, ma diventeranno amici condividendo l'amore per i libri, per la letteratura e per la lettura